# Schwartzkopf Park
Der Schwartzkopf Park ist ein kleiner Park in Marysville, Ohio.

## Tourismus
Der Park ist in der Nähe der North-Maple-Street zu finden. Die Fläche beträgt 4,9 ha. Es gibt einen Wanderpfad, Spielplätze, Angebote zum Fischen und Möglichkeiten zum Picknick.